# Один пропущенный звонок (фильм, 2003)
«Один пропущенный звонок» (яп. 着信アリ Chakushin ari) — японский полнометражный фильм ужасов 2003 года режиссёра Такаси Миикэ, снятый по мотивам одноимённого произведения Ясуси Акимото. Международная премьера картины состоялась 3 ноября 2003 года на кинофестивале в Токио, в России — 26 августа 2004 года благодаря «Кино без границ». В 2005 году к фильму был выпущен 10-серийный одноимённый сериал и полнометражный сиквел «Второй пропущенный звонок». В 2006 году вышла третья часть, а в 2008-м — американский ремейк.
Фильм повторяет основные моменты японского «Звонка», а также похож на «Тёмные воды» Хидэо Накаты и «Проклятие» Такаси Симидзу.

## Сюжет
При загадочных обстоятельствах погибает несколько молодых людей. Незадолго до смерти все они получили сообщения на мобильные телефоны, при воспроизведении которых раздаются слова, произносимые их же голосами, незадолго до гибели. Девушка Юми — последняя из выживших — и бывший полицейский Хироси начинают собственное расследование с целью предотвратить страшные события. Хироси обнаруживает, что после смерти с сотовых телефонов жертв всегда совершался звонок на один и тот же номер. Шаг за шагом приближаясь к разгадке, Юми и Хироси многое узнают о женщине, которой принадлежит загадочный номер, а затем сталкиваются с настоящим кошмаром. Но подозрения о том, кто совершал убийства, оказываются в итоге ошибочными.

## В ролях
| Актёр          | Роль             |
| -------------- | ---------------- |
| Ко Сибасаки    | Юми Накамура     |
| Синъити Цуцуми | Хироси Ямасита   |
| Кадзуэ Фукииси | Нацуми Кониси    |
| Анна Нагата    | Ёко Окадзаки     |
| Ацуси Ида      | Кэндзи Каваи     |
| Марико Цуцуи   | Мариэ Мидзунума  |
| Адзуса         | Рицуко Ямасита   |
| Карэн Осима    | Мимико Мидзунума |

## Критика
Metacritic дал 54 балла из 100 возможных на основании 11 рецензий. На Rotten Tomatoes рейтинг составляет 44% с учётом 27 критических обзоров.
По мнению The New York Times, поклонники J-Horror узнают закономерность: на первый взгляд невинная технология оказывается проводником некой вирусной и копируемой злой силы. В «Звонке» Хидэо Накаты этим была видеокассета, настолько устрашающая, что все, кто её посмотрел, умирали в течение недели. Здесь предметом страха является мобильный телефон, вернее — система связи, которая становится своего рода мостом для передачи плохой кармы. В то время как «Звонок» отличался простотой подачи и чистотой исполнения, «Один пропущенный звонок» идёт ко дну под тяжестью склонности режиссёра к излишествам (призраки, зомби, леденцы, маринованные зародыши и конечности тел). Запутанная «солянка» содержит расширенный финал, вызывая шок. Такаси Миикэ, известный чрезмерным насилием и причудливыми образами, обладает богатым воображением, но его энергия не соответствует требованиям жанрового фильма, ещё одной вариации канонической формулы «Духа в машине».
Entertainment Weekly назвал фильм гибридом «Крика» и «Звонка», а длинноволосый призрак в стиле кабуки как будто вышел из серии «Проклятие». «Один пропущенный звонок» настолько неоригинален, что может быть пародией на J-Horror, но Миикэ, по крайней мере, обладает визуальным чутьём и навыками манипулирования. Лучший эпизод: таблоидное телешоу берёт в эфир очередную жертву и транслирует её последние минуты прямо из студии. Это не первый и не последний фильм ужасов с расплывчатыми психологическими образами, где страх приглушён во мраке.
Slant Magazine поставил всего одну с половиной из четырёх звезд. История о призраках постоянно пытается облечь себя в банальные термины, такие как «синдром Мюнхгаузена». Поскольку кровавая бойня в конечном итоге связана с жестоким обращением с детьми, фильм представляет собой отвратительный трактат о том, что, по словам студентки-психолога, «Насилие порождает ещё большее насилие». Режиссёр также высмеивает жадных до рейтингов СМИ и экстрасенсов, наживающихся на умирающих или мёртвых людях. «Один пропущенный звонок» не может объяснить, почему мобильные телефоны являются средством распространения страха и смерти злыми духами. Миикэ намекает на пугающие возможности культуры, зависящей от машин. Но, учитывая приток японских фильмов, увлечённых технологическим ужасом, озабоченность опасностями прогресса столь же актуальна, как и ColecoVision. 
Variety в обзоре подчеркнул, что Такаси Миикэ скопировал азиатский психологический триллер: лифты, стрелки часов, мстительные призраки, забытые семейные травмы. Это японский и южнокорейский «Звонок» с отсылками на «Тёмные воды». Фильм сочетает страх и юмор с хорошо поставленными сценами. За месяц сборы составили 10 млн долларов, отчасти благодаря актрисе Ко Сибасаки, она играла красивую, милую, но встревоженную Юми Накамуру, у которой есть странная фобия. Временами присутствуют намёки на обычную крайность Миикэ, например, когда отрезанная рука Ёко набирает сообщение в телефоне. Нацуми в панике соглашается пойти на дешёвое реалити-шоу, которое покажет её смерть точно по графику, тогда фильм объединяет шок, сатиру и саспенс. Решение всей загадки лежит в прошлом Юми. На показе в Берлине публика ответила несколькими искренними возгласами.